# بالگردگاه کمپ ادواردز
بالگردگاه کمپ ادواردز (به انگلیسی: Camp Edwards Heliport) یک فرودگاه نظامی است . این فرودگاه در کشور ایالات متحده آمریکا قرار دارد و در ارتفاع ۴۱ متری از سطح دریا واقع شده‌است.